# Nyūzen
Nyūzen (入善町 Nyūzen-machi?) es un pueblo en la prefectura de Toyama, Japón, localizado en la parte centro-oeste de la isla de Honshū, en la región de Chūbu. El 1 de marzo de 2021 tenía una población estimada de 23 537 habitantes y una densidad de población de 330 personas por km².

## Geografía
Nyūzen se encuentra en el noreste de la prefectura de Toyama, en el centro de un abanico aluvial, con el mar de Japón al norte y el río Kurobe al oeste. El pueblo es famoso por sus enormes sandías, así como por sus tulipanes que se convirtieron en la flor oficial del municipio en 1983.

## Historia
El área del actual Nyūzen era parte de la antigua provincia de Etchū. El área fue organizada como parte del distrito de Shimoniikawa, Toyama, después de la restauración Meiji. El pueblo de Nyūzen fue creado por la fusión de siete aldeas en el distrito de Shimoniikawa el 1 de octubre de 1953.

## Demografía
Según los datos del censo japonés, la población de Nyūzen se ha mantenido estable en los últimos 50 años.
| Gráfica de evolución demográfica de Nyūzen entre 1960 y 2015 |
|                                                              |
| Oficina de Estadísticas de Japón                             |